# 未来検索ブラジル
有限会社未来検索ブラジル（みらいけんさくブラジル）は、東京都渋谷区に本社を置く検索エンジンを始めとするIT関連の開発やインターネット向けコンテンツの製作・配信および広告代理店業務を行っている企業。西村博之とグッドスマイルカンパニーとならび英語圏最大の匿名掲示板「4chan」のオーナー（株式の60％保有）でもある。

## 沿革
2001年にプログラマーの竹中直純が電子掲示板・2ちゃんねる創設者の西村博之と雑誌の企画で対談した際に「2ちゃんねるの運営で困っていること」として西村が「検索」を挙げたのが契機となり、2003年に2ちゃんねるのスレッドおよび本文検索サービス運営会社として設立された。名称は1985年公開のSF映画『未来世紀ブラジル』に由来し、情報統制社会の恐怖を扱った同作になぞらえて「あらゆることには良い面と悪い面の両面がある」とのメッセージを込めている。
創業に際しては竹中が代表取締役社長に就任し対外的に「大統領」を自称していたが、2005年6月に竹中がタワーレコードの最高技術責任者（CTO）への就任を機に社長職を退任して以降は深水英一郎が代表取締役社長となっている（竹中は2007年6月に取締役に再度就任）。なお、西村は法人設立当初より取締役を務めている。
2005年10月19日、GMOインターネット系列のJWord株式会社と「2ちゃんねる検索」の検索結果にJWordの登録情報のリンクを掲載させる旨の提携を行うと発表した
2008年9月30日にニュースサイトガジェット通信開設。
2011年11月24日と翌2012年3月5日の2度にわたり、国際的な協力の下に規制薬物に係る不正行為を助長する行為等の防止を図るための麻薬及び向精神薬取締法等の特例等に関する法律（麻薬特例法）違反幇助の疑いで本社が警視庁の捜索を受けた。なお、警視庁による押収品として決算報告書や業務用のパーソナルコンピュータの他、未来検索ブラジルから「PACKET MONSTER INC.」（本社：シンガポール）への海外送金に関する書類が含まれていたことが明らかとなっているが、結果不起訴となっている。なお、この事でニコニコ動画の米国進出は断たれた模様。
2012年10月、オプトの関連会社でビッグデータを取り扱うホットリンクとの間で、2ちゃんねるサイト上の個人向けサービスを除く掲載情報に関する独占商用利用許諾契約を東京プラス株式会社と共に締結した。なお、契約期間は契約終了または契約条件変更の意思表示がない限り1年間の自動更新となる（直近は2013年10月1日から2014年9月30日まで）
2013年2月20日、未来検索ブラジルは東京産業新聞社と共同で上述した麻薬特例法違反幇助容疑に基づく家宅捜索および差押が違法・違憲であり、業務に支障をきたしたとして、東京地方裁判所に対して東京都と大阪府を相手取って損害賠償を求めて提訴した。
2014年3月6日、2ちゃんねるサーバから遮断されていることを理由として、「p2.2ch.net」（以下「p2」）や「2ちゃんねる検索」が利用不能になったと発表した。なお、ITmediaは未来検索ブラジルが2ちゃんねるのサーバに対するDDoS攻撃をした見方がある旨を報じているが、未来検索ブラジルはこれを否定している。
2014年4月、西村博之が新しく創設した掲示板サイト「2ちゃんねる (2ch.sc)」に「p2」や「2ちゃんねる検索」を対応させると発表した。
2015年9月、グッドスマイルカンパニーとの共同出資で、英語圏最大の匿名掲示板群「4chan」を買収する。
2016年、本社を東京都渋谷区から千代田区に移転。
2018年8月、深水英一郎が代表取締役社長を辞任したことにより、竹中直純が代表取締役に復帰した。
2020年10月、本社を東京都千代田区から渋谷区に移転。

## 主な開発・提供サービス
- 4chan - 西村博之が管理運営する英語圏最大の匿名掲示板[14]。
- 2ちゃんねる検索
- 「p2.2ch.net」（p2）
- モリタポ
  - モリタポオークション
  - モゲラ[15]- ゲーム登録・配信コミュニティ。
- 人狼ポータル[16] - 人狼ゲーム関連の情報サイト。
- ガジェット通信 - ニュースサイト。2008年サイト開設。
- コッソリアンケート
- Groonga - Sennaの後継検索エンジン 分散処理用droonga, MariaSQLバンドルのmroonga, node.jsバンドルのnroonga, オンメモリ処理専用Groon+など派生プロダクトが多数存在する。
- ニコニコ動画の監視業務[17]

### 過去のサービス他
- テキスポ - 2007年12月にプロトタイプバージョン公開されたウェブ出版サイト、2011年12月にサービス停止した。
- Senna - 全文検索エンジン。2010年に開発を終了し、後継の検索エンジンgroongaを開発中。
- ネット流行語大賞 - 2007年に第1回開催。現在はPIXIV百科事典とniconicoの共催である。
- ニコニコ大百科 - 2017年7月にカドカワ子会社の大百科ニュース社に事業譲渡[18][19]。

## 関連企業
- 株式会社ディジティ・ミニミ - 親会社。竹中直純が代表取締役を務める[20]。
- 東京産業新聞社 - 100％子会社[9]。ニュースサイト『ガジェット通信』およびまとめサイト「コピペちゃんねる」など複数のメディアを運営。
- ニワンゴ - 2014年までドワンゴに次ぐ19.9％を出資していた（その後にドワンゴに全株を売却）。2015年10月1日にドワンゴに吸収合併。

### 注記
1. ↑  なお、本捜索において警視庁はPACKET MONSTER INC.をペーパーカンパニーと認識していると報じられている[8]